# Léontine Ponga
Léontine Ponga est une femme politique néo-calédonienne, d'origine kanak et anti-indépendantiste, née Wema à Houaïlou en Province Nord (Nouvelle-Calédonie) le 12 août 1952.
Titulaire du BAFA en 1976 et donc animatrice de centre de vacances de profession, elle est encore aujourd'hui membre du conseil d'administration de la Fédération de l'enseignement libre protestant (FELP) en Nouvelle-Calédonie. 
Militante associative dans le domaine de la défense de la place de la femme kanak dans la vie coutumière, elle est responsable de l'Association des femmes pour le développement économique en milieu rural et a été la première présidente du conseil des femmes de la Nouvelle-Calédonie. Elle est depuis 2000 conseillère économique et social de la Nouvelle-Calédonie tout d'abord en tant que représentante de cette dernière association de 2000 à 2005 puis au titre des personnalités qualifiées depuis 2005. Ses actions associatives lui ont valu d'être faite Chevalier de la Légion d'honneur en 2003. 
Anti-indépendantiste, elle est vice-présidente du Rassemblement-UMP du 21 décembre 2006 au 21 août 2012, en remplacement du sénateur Simon Loueckhote qui a démissionné du mouvement. Elle partageait cette vice-présidence avec Bernard Ukeiwé, fils de l'ancien sénateur et président de l'exécutif local durant les années 1980 Dick Ukeiwé, jusqu'à son décès en 2007. Depuis lors, elle est l'unique vice-présidente du mouvement loyaliste. Elle dirige aussi le mouvement des Mélanésiens de ce parti. Elle est également la belle-sœur de Maurice Ponga, lui-même membre du gouvernement calédonien sous les couleurs du Rassemblement-UMP de 1999 à 2009 puis député européen depuis 2009.  
Elle a également été à la 16e position sur la liste Rassemblement-UMP menée par France Debien en Province Nord lors des provinciales de 2004 et elle a été choisie en mars 2007 comme suppléante de Pierre Frogier pour les élections législatives dans la 2e circonscription, où ils ont été élus. En janvier 2009, Pierre Frogier la désigne pour prendre la tête de la liste Rassemblement-UMP dans la Province Nord pour les élections provinciales du 10 mai 2009. Sa liste obtient 9,43 % des suffrages exprimés et un seul siège sur 22 à l'Assemblée de la Province Nord : elle est donc depuis lors conseillère provinciale et membre du Congrès. Depuis le 22 mars 2013, elle est l'une des quatre coprésidents (avec Damien Yeiwéné de l'UC, Philippe Michel de Calédonie ensemble et Nadia Heo du Palika) de la commission spéciale du Congrès chargée de rechercher en commun le drapeau du pays, créée par la délibération du 27 décembre 2012. 
Enfin elle est de 1995 à 2014 conseillère municipale d'opposition à Kouaoua, réélue en 2001 et en 2008 en 4e position sur la liste  Rassemblement-UMP « Union municipale pour Kouaoua » de Bernard Thomas qui est arrivé en tête du scrutin (qui ne se faisait qu'à un seul tour, la commune comptant moins de 3 500 habitants) avec 24 % des suffrages et 5 élus mais qui n'a pu emporter la mairie du fait de l'alliance des différentes listes indépendantistes du FLNKS pour conserver la gestion municipale. 